# Cristina Feo Gomez
Pour les articles homonymes, voir Feo et Gomez.
Cristina Feo Gomez est une karatéka espagnole née le 24 avril 1979. Elle est surtout connue pour avoir remporté une médaille de bronze en kumite individuel féminin plus de 60 kilos aux Championnats du monde de karaté 2008 à Tōkyō, au Japon.

## Résultats
| Résultat           | Date             | Épreuve                   | Catégorie | Compétition                                 | Ville hôte                             |
| ------------------ | ---------------- | ------------------------- | --------- | ------------------------------------------- | -------------------------------------- |
| Médaille d'or      | Février 1999     | Kumite individuel + 60 kg | Juniors   | Championnats d'Europe juniors et cadet 1999 | Oviedo, en Espagne                     |
| Médaille d'or      | Octobre 1999     | Kumite individuel + 60 kg | Juniors   | Championnats du monde juniors et cadet 1999 | Sofia, en Bulgarie                     |
| Médaille de bronze | Mai 2001         | Kumite individuel open    | Seniors   | Championnats d'Europe 2001                  | Sofia, en Bulgarie                     |
| Médaille de bronze | Mai 2002         | Kumite individuel open    | Seniors   | Championnats d'Europe 2002                  | Tallinn, en Estonie                    |
| Médaille de bronze | Mai 2004         | Kumite individuel + 60 kg | Seniors   | Championnats d'Europe 2004                  | Moscou, en Russie                      |
| Médaille de bronze | Mai 2005         | Kumite individuel + 60 kg | Seniors   | Championnats d'Europe 2005                  | San Cristóbal de La Laguna, en Espagne |
| Médaille de bronze | Mai 2006         | Kumite individuel open    | Seniors   | Championnats d'Europe 2006                  | Stavanger, en Norvège                  |
| 5e place           | Octobre 2006     | Kumite individuel open    | Seniors   | Championnats du monde 2006                  | Tampere, en Finlande                   |
| Médaille d'argent  | Mai 2007         | Kumite individuel open    | Seniors   | Championnats d'Europe 2007                  | Bratislava, en Slovaquie               |
| Médaille de bronze | 2 mai 2008       | Kumite individuel + 60 kg | Seniors   | Championnats d'Europe 2008                  | Tallinn, en Estonie                    |
| Médaille de bronze | 16 novembre 2008 | Kumite individuel + 60 kg | Seniors   | Championnats du monde 2008                  | Tōkyō, au Japon                        |